# Scelotes anguineus
Espèce
Statut de conservation UICN

 LC  : Préoccupation mineure
Synonymes
- Herpetoseps anguinus Boulenger, 1887

Scelotes anguineus est une espèce de sauriens de la famille des Scincidae.

## Répartition
Cette espèce est endémique de la province de Cap-Oriental en Afrique du Sud.

## Publication originale
- Boulenger, 1887 : Catalogue of the Lizards in the British Museum (Nat. Hist.) III. Lacertidae, Gerrhosauridae, Scincidae, Anelytropsidae, Dibamidae, Chamaeleontidae. London, p. 1-575 (texte intégral).